# Bourniquel
Bourniquel är en kommun i departementet Dordogne i regionen Nouvelle-Aquitaine i sydvästra Frankrike. Kommunen ligger i kantonen Beaumont-du-Périgord som tillhör arrondissementet Bergerac. År 2022 hade Bourniquel 67 invånare.

## Befolkningsutveckling
Antalet invånare i kommunen Bourniquel
Referens:INSEE